# Leopold Resch (Fußballspieler)
Leopold „Poldl“ Resch (* 11. Oktober 1900 in Wien-Meidling; † 18. Jänner 1971 in Wien-Margareten) war ein österreichischer Fußballspieler.

## Karriere
Poldl Resch begann 1913 als Dreizehnjähriger seine Fußballerkarriere bei Wacker, der er abgesehen von einem kurzen Intermezzo bei den Meidlinger Sportfreunden seine gesamte Karriere lang treu blieb. Bereits 1917 in der Kampfmannschaft, spielte er bis 1929 standardmäßig auf seiner Paradeposition des Centerhalfs bei den Meidlingern. Größter Erfolg war das Erreichen des Cupfinales 1923, welches aber mit 1:3 an den Wiener Sport-Club ging. Von 1922 bis 1927 war Poldl Resch auch ein Fixpunkt in der österreichischen Nationalmannschaft, in der er insgesamt 16 Länderspiele absolvierte.
Sein Debüt gab er am 15. Jänner 1922 in Mailand gegen Italien, als sein bestes Länderspiel blieb das 2:0 gegen die Tschechoslowakei am 14. März 1926 in Erinnerung, bei dem er sein Gegenüber Karel Pešek-Káďa vollkommen abmelden konnte. Beruflich war Poldl Resch zunächst im väterlichen Fuhrwerkunternehmen tätig, nach Beendigung seiner Fußballerkarriere versuchte er sich als Cafetier im eigenen Café Resch an der Schönbrunner Straße in Meidling. Dennoch fand er die Zeit, weiter bei Wacker zu arbeiten, er war sowohl Manager als auch Vorstandsmitglied und bis zur Übergabe an Otto Haftl 1937 auch Trainer des Klubs. Während des Krieges betätigte er sich um 1940 in Wien beim Luftwaffen SV, nach dem Krieg betreute er die Mannschaft von St. Marienkirchen/Schärding.
Sein Neffe Robert Purz (15. September 1909 – 17. Mai 1981) war in den 30er Jahren lange Jahre beim Wiener Sportclub in der Abwehr tätig.

## Erfolge
- 1 × Österreichischer Cupfinalist: 1923
- 16 Spiele für die österreichische Fußballnationalmannschaft von 1922 bis 1927